# Ypsolopha blandella
Ypsolopha blandella là một loài bướm đêm thuộc họ Ypsolophidae. Loài này có ở tỉnh Amur in Nga, Estonia, Latvia và Tây Ban Nha.